# Erika Schwarz
Erika Schwarz (* 17. Dezember 1950 in Haynrode) ist eine deutsche Historikerin und Mitverfasserin von Veröffentlichungen zum Holocaust sowie zur brandenburgischen Regionalgeschichte.

## Leben
Nach dem Abitur 1969 studierte Erika Schwarz Geschichte und Germanistik an der Humboldt-Universität in Berlin. Dort promovierte sie 1977 mit ihrer Dissertation Rivalität und Bündnis in den Beziehungen der DWP zur NSDAP (Sommer 1929 bis 1933): Eine Studie zur reaktionären Sammlungsbewegung gegen den Weimarer Staat für die Aufrichtung der faschistischen Diktatur zum Dr. phil. und war bis 1994 als wissenschaftliche Assistentin am Lehrstuhl für Deutsche Geschichte 1918–1945 des Geschichtswissenschaftlichen Instituts an dieser Universität tätig. Von 1997 bis 2002 arbeitete sie an Forschungsprojekten der Mahn- und Gedenkstätte Ravensbrück/Stiftung Brandenburgische Gedenkstätten: 1997–1999 „Die Entstehung der Nationalen Mahn- und Gedenkstätte Ravensbrück“ und 2000–2002 „Die Außenlager des ehemaligen KZ Ravensbrück“. Sie ist Autorin und Mitverfasserin von Veröffentlichungen zum Holocaust sowie zur brandenburgischen Regionalgeschichte.
Erika Schwarz ist verheiratet mit Gerhard Schwarz und wohnt in Rehfelde.

## Auszeichnung
- 2019 erhielt sie gemeinsam mit ihrem Mann Gerhard Schwarz die Medaille des Landtages Brandenburg „zur Anerkennung von Verdiensten für das Gemeinwesen“.[2][3]

## Veröffentlichungen
- „Wir verreisen...“ In die Vernichtung. Briefe 1937–1944. Hrsg.: Hanne Hiob, Gerd Koller. Eingeleitet und mit Erläuterungen von Kurt Pätzold und Erika Schwarz. Konkret Literatur Verlag, Hamburg 1993. ISBN 3-89458-124-7
- mit Pätzold, Kurt: „Auschwitz war für mich nur ein Bahnhof“. Franz Novak – der Transportoffizier Adolf Eichmanns, Metropol-Verlag, Berlin 1994. ISBN 978-3-926893-22-2
- mit Steppan, Simone: Zur Entstehung der Nationalen Mahn- und Gedenkstätte Ravensbrück 1945–1959. In: Die Sprache des Gedenkens, Schriftenreihe der Stiftung Brandenburgische Gedenkstätten Bd. 11. Edition Hentrich, Berlin 1999. ISBN 3-89468-257-4
- Das nahezu vergessene, aber denkwürdige Leben der Fanny Mütze-Specht (1896–1979). In: Rassismus, Faschismus, Antifaschismus gewidmet Kurt Pätzold zum 70. Geburtstag / hrsg. Manfred Weißbecker und Reinhard Kühnl unter Mitw. von Erika Schwarz. PapyRossa-Hochschulschriften, 32, Köln 2000. ISBN 3-89438-199-X
- mit Steppan, Simone: Fanny Mütze-Specht – eine Frau und ihr Eintreten für das Erinnern. In: Zeitgeschichte Regional – Mitteilungen aus Mecklenburg-Vorpommern, Heft 2, Dezember 2000. ISSN 1434-1794
- Die Waffen nieder. In: Pätzold, Kurt/Weißbecker, Manfred: Schlagwörter und Schlachtrufe aus zwei Jahrhunderten deutscher Geschichte, Bd. 2. Militzke Verlag, Leipzig 2002. ISBN 3-86189-270-7
- mit Steppan, Simone: Die Außenlager Königsberg/Neumark, Zichow und Mildenberg des Frauen-Konzentrationslagers Ravensbrück. In: Bulletin für Weltkriegs- und Faschismusforschung, Röhr, Werner (Hrsg.), Heft 20. Edition Organon, Berlin 2003. ISSN 1434-5781
- mit Steppan, Simone: Der Weg von der „Gedächtnisstätte“ zur „Nationalen Mahn- und Gedenkstätte Ravensbrück“, 1948–1959. In: Stegemann, Wolfgang/Jacobeit, Wolfgang: Fürstenberg/Havel Ravensbrück. Im Wechsel der Machtsysteme des 20. Jahrhunderts. Beiträge zur Alltags- und Sozialgeschichte einer Region zwischen Brandenburg und Mecklenburg, Bd. 2. Hentrich&Hentrich Teetz 2004. ISBN 3-933471-42-7
- mit Meyer, Angelika, Steppan, Simone: Die Außenlager des Frauenkonzentrationslagers Ravensbrück. In: Beiträge zur Geschichte der Nationalsozialistischen Verfolgung in Norddeutschland. Bremen 2004. ISBN 3-86108-379-5
- mit Pätzold, Kurt (Hrsg.): Europa vor dem Abgrund. Das Jahr 1935 – eine nicht genutzte Chance. PapyRossa Hochschulschriften, 57. Köln 2005. ISBN 3-89438-327-5
- Beiträge zu den Außenlagern Dahmshöhe, Königsberg/Neumark, Mildenberg und Zichow des KZ Ravensbrück. In: Benz, Wolfgang und Distel, Barbara (Hrsg.): Der Ort des Terrors. Geschichte der nationalsozialistischen Konzentrationslager, Bd. 4. Verlag C. H. Beck, München 2006. ISBN 3-406-52962-3.
- Juden im Zeugenstand. Die Spur des Hans Globke im Gedächtnis von Überlebenden der Schoa, Schriftenreihe des Centrum Judaicum, hrsg. von Hermann Simon, Bd. 8. Hentrich&Hentrich, Berlin und Teetz 2009. ISBN 978-3-938485-97-2
- „...zu Lasten meines Conto’s.“ Siegfried Bieber. Jude, Bankier, Gutsbesitzer, Emigrant. Hentrich&Hentrich, Berlin 2011. ISBN 978-3-942271-27-1
- mit Schwarz, Gerhard: Rehfelde. Ein Dorf auf dem Barnim. Hentrich&Hentrich, Berlin 2013. ISBN 978-3-95565-028-5. 2. Auflage Berlin 2013, ISBN 978-3-95565-028-5
- mit Schwarz, Gerhard: Rehfelde. Die Geschichte seiner Straßen. Hentrich&Hentrich, Berlin 2015. ISBN 978-3-95565-078-0
- mit Schwarz, Gerhard: Das Rittergut Garzau und jüdische Zwangsarbeit. Hentrich&Hentrich, Berlin 2017. ISBN 978-3-95565-222-7